# Афекс Туин
Афекс Туин (на английски: Aphex Twin), псевдоним на Ричард Дейвид Джеймс (на английски: Richard David James), е британски продуцент, композитор и диджей от ирландски произход. Известен е най-вече с идиосинкратичната си работа в електронна музика в стил техно, ембиънт и джънгъл. Множество музикални критици и журналисти го считат за един от най-важните и най-влиятелните електронни музиканти в днешно време.

## Биография
Роден е в Лимерик, Ирландия, но израства в графство Корнуол, Югозападна Англия.

## Дискография (като Aphex Twin)
- Selected Ambient Works 85 – 92 (1992)
- Selected Ambient Works Volume II (1994)
- ...I Care Because You Do (1995)
- Richard D. James Album (1996)
- Drukqs (2001)
- Syro (2014)